# Chlorure de lanthane(III)
Le chlorure de lanthane(III), ou simplement chlorure de lanthane, est un composé chimique de formule LaCl3. C'est un sel de lanthane courant utilisé essentiellement dans le domaine scientifique. Il se présente sous la forme d'un solide blanc hygroscopique, soluble dans l'eau et les alcools, cristallisé dans le système hexagonal selon le groupe d'espace P63/m (no 176) avec comme paramètres cristallins a = 748 pm, c = 436 pm et Z = 2, tandis que l'heptahydrate LaCl3·7H2O cristallise dans le système monoclinique avec les paramètres a = 1 237 pm, b = 1 068 pm, c = 923 pm et un angle de 114,3° ; cet hydrate donne la forme anhydre au-dessus de 90 °C.

## Préparation
On peut obtenir le chlorure de lanthane en faisant réagir de l'oxyde de lanthane La2O3 avec du chlorure d'hydrogène HCl :
La2O3 + 6 HCl ⟶ 2 LaCl3 + 3 H2O.
La méthode la plus couramment employée fait intervenir le chlorure d'ammonium NH4Cl sur l'oxyde à une température de 200 à 250 °C :
La2O3 + 6 NH4Cl ⟶ 2 LaCl3 + 6 NH3 + 2 H2O.

## Utilisation
Le chlorure de lanthane peut être employé pour la précipitation des phosphates en solution aqueuse, par exemple pour prévenir le développement des algues dans les piscines et dans d'autres traitements des eaux usées,. C'est ainsi un adjuvant de filtration et un floculant efficace. L'heptahydrate est également utilisé en biochimie pour bloquer les canaux de cations divalents, notamment le canal calcique. En synthèse organique, il peut être utilisé comme acide de Lewis doux pour les réactions chimiques qui requièrent des conditions acides, par exemple pour la conversion d'aldéhydes en acétals dans des conditions quasi neutres. Dopé au cérium, le chlorure de lanthane peut être employé comme scintillateur. Il peut également agir comme catalyseur pour la chloration oxydante du méthane CH4 en chlorométhane CH3Cl par l'acide chlorhydrique HCl et l'oxygène O2.